# Cerro de Plata
Cerro de Plata è un comune (corregimiento) della Repubblica di Panama situato nel distretto di Cañazas, provincia di Veraguas. Si estende su una superficie di 100,9 km² e conta una popolazione di 1.594 abitanti (censimento 2010).